# Deutschlandradio
Das Deutschlandradio ist eine Rundfunkanstalt in Deutschland, die drei bundesweite Hörfunkprogramme produziert: Deutschlandfunk (Dlf, im Funkhaus Köln), Deutschlandfunk Kultur (Dlf Kultur, im Funkhaus am Hans-Rosenthal-Platz Berlin) und Deutschlandfunk Nova (Dlf Nova, im Funkhaus Köln). Gemeinsam mit der ARD und dem ZDF bildet das Deutschlandradio den öffentlich-rechtlichen Rundfunk in Deutschland. Als Mehrländeranstalt unterliegt es der Hoheit aller Bundesländer.

## Hintergrund
Das Deutschlandradio ist eine am 1. Januar 1994 gegründete gemeinnützige rechtsfähige Körperschaft des öffentlichen Rechts, teilweise mit Strukturen einer Hörfunkanstalt. Doppelsitz ist Köln und Berlin; der Sitz von Intendanz und Verwaltung befindet sich hauptsächlich in Köln. Erster gewählter Intendant war bis 2009 Ernst Elitz. Vom 1. April 2009 bis 31. August 2017 hatte Willi Steul das Intendantamt inne. Am 1. September 2017 übernahm der am 8. Juni gewählte Stefan Raue, vormaliger Chefredakteur des MDR, die Intendanz.
Die Verwaltungs- und Betriebsdirektion wird seit 2014 von Rainer Kampmann geleitet, der den Intendanten auch regelmäßig vertritt. Programmdirektorin ist seit 1. April 2021 Jona Teichmann.
Deutschlandradio hat einen Jahresetat von rund 269 Millionen Euro (2022). Das Etatvolumen und auch die Mitarbeiterzahl liegt etwas unterhalb des Niveaus einer mittleren Landesrundfunkanstalt, die allerdings auch Fernsehen produziert. Jedoch ist das Deutschlandradio als eigenständige, nationale Hörfunksäule des öffentlich-rechtlichen Rundfunks insoweit nur begrenzt vergleichbar.
Mit der Abschaltung der Langwellensender zum 1. Januar 2015 besteht eine flächendeckende Verbreitung der Programme von Deutschlandradio für das Gebiet von Deutschland nur noch über DVB-S. Durch die begrenzte Zahl von verfügbaren UKW-Frequenzen setzt Deutschlandradio insbesondere auf DAB+. Der Digitalradiostandard erreicht mittlerweile 98 Prozent der Fläche in Deutschland.
Im Zuge einer Markenstrukturreform führte das Deutschlandradio zum 1. Mai 2017 für seine Radiosender neue Logos ein. Zudem wurden Deutschlandradio Kultur und DRadio Wissen umbenannt. Deutschlandradio Kultur tritt seit dem 1. Mai 2017 als Deutschlandfunk Kultur auf, DRadio Wissen als Deutschlandfunk Nova. Die Umstellung der Internetauftritte erfolgte bereits Ende April 2017.

Entwicklung des Logos von Deutschlandradio
Logo bis März 2005
Logo bis Mai 2010
Logo ab Juni 2010 (ab 2012: alternatives Logo)
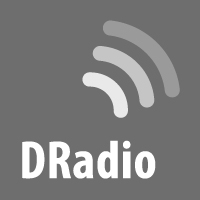
Icon 2012
Logo von Deutschlandradio bis 30. April 2017
Logo von Deutschlandradio seit 1. Mai 2017

## Geschichte

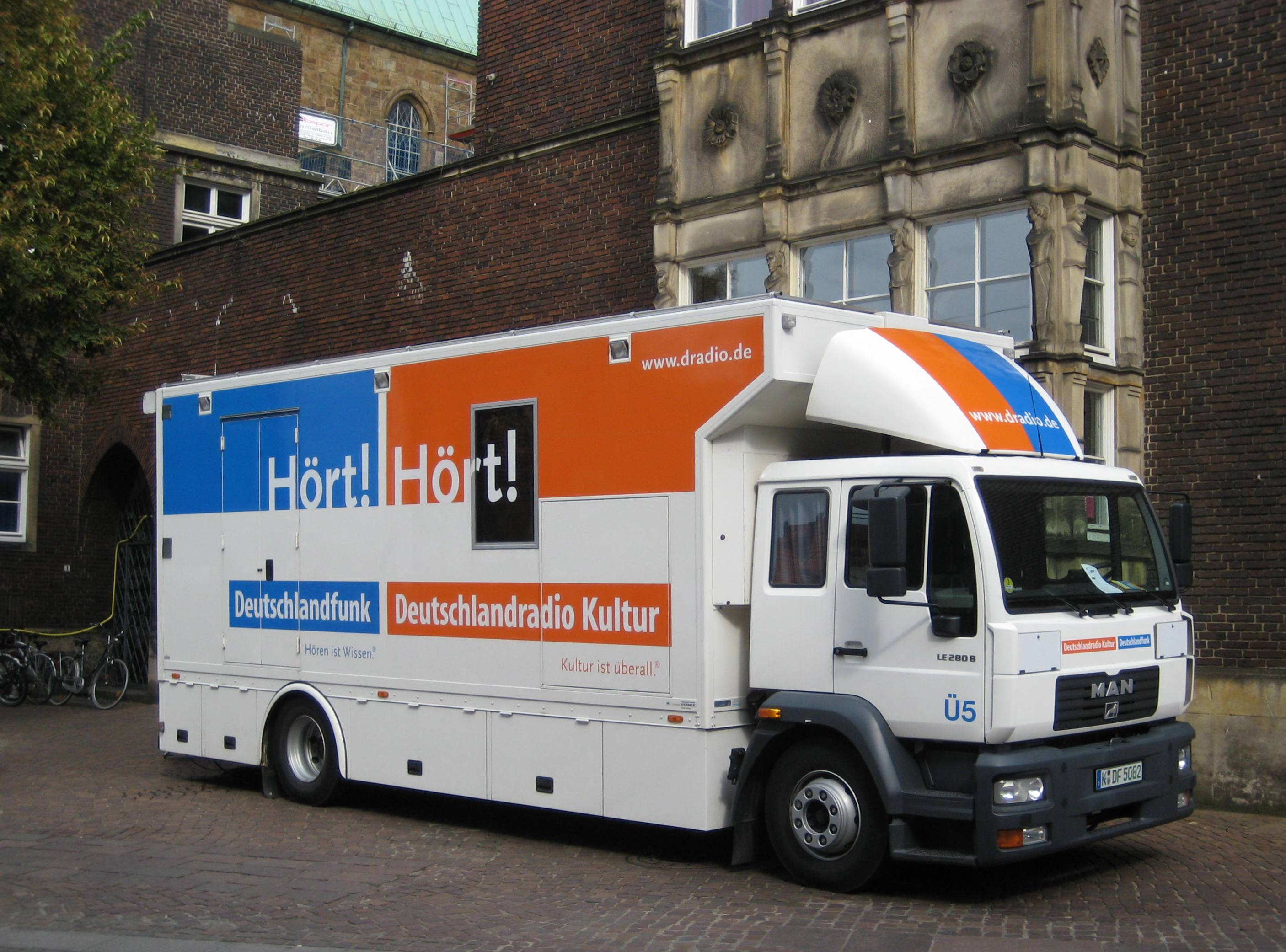
Übertragungswagen „Ü5“ des Deutschlandradios (DLF, DKultur); hier vor dem Bremer Konzerthaus Die Glocke (2009)

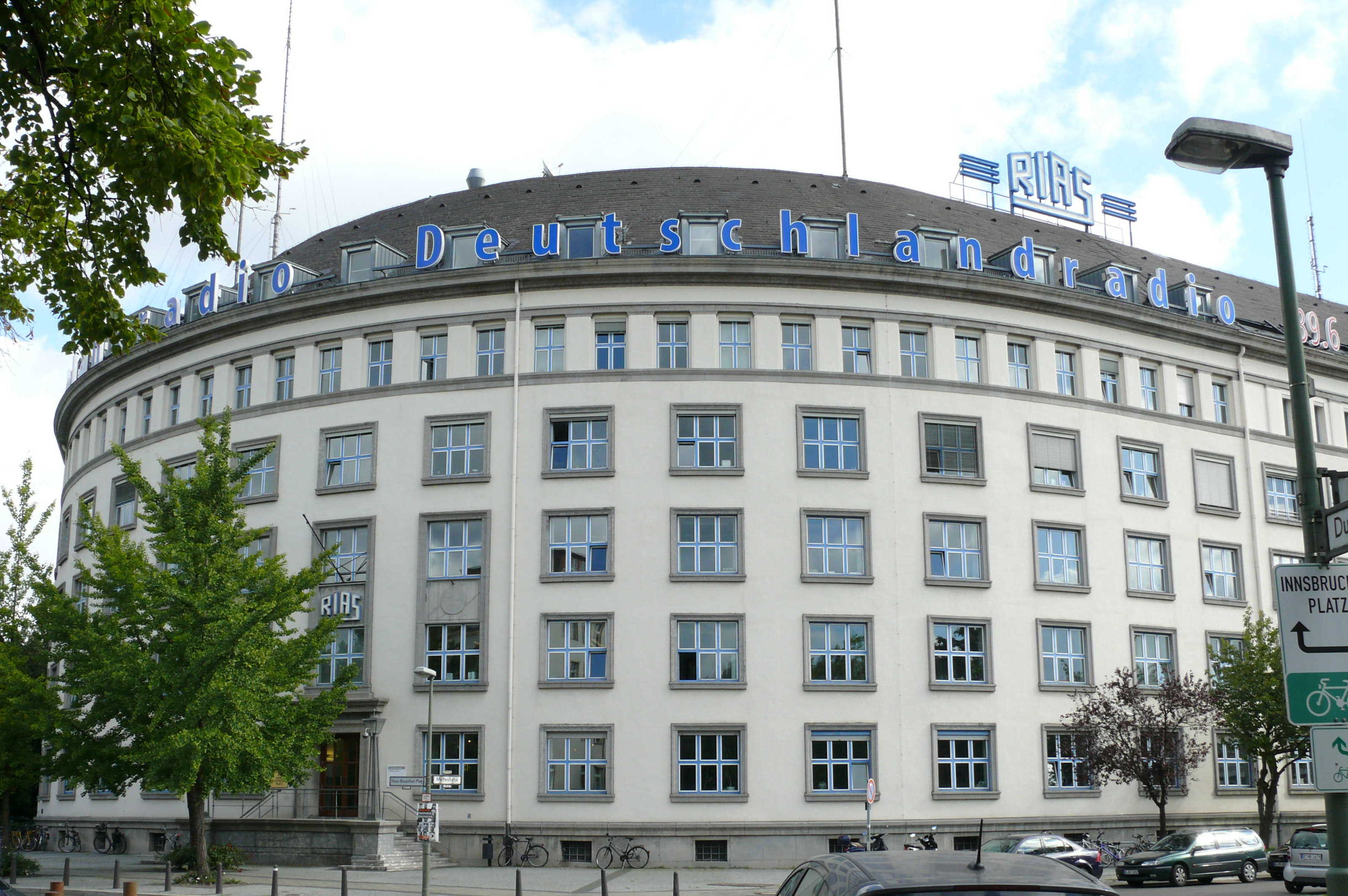
Funkhaus Berlin, Aufnahme aus dem Jahr 2012 mit dem RIAS-Logo rechts oben

Die Schaffung der Körperschaft des öffentlichen Rechts Deutschlandradio (bis März 2005 DeutschlandRadio geschrieben) wurde am 17. Juni 1993 durch einen Gründungs-Staatsvertrag für einen nationalen Hörfunk und einen Überleitungsstaatsvertrag zwischen Bund und Ländern vereinbart. Das Datum des Inkrafttretens am 1. Januar 1994 war auch das Datum des Sendebeginns. Gründungsintendant ist der damalige Intendant des ZDF, Prof. Dieter Stolte; der Fernseh-Chefredakteur des SDR, Ernst Elitz, wurde am 3. März 1994 vom Hörfunkrat zum ersten Intendanten des neuen Senders gewählt.
Der Staatsvertrag zum nationalen Hörfunk regelte, dass in Berlin und Köln jeweils ein nationales deutschsprachiges Hörfunkprogramm produziert wird. 2010 kam mit Dradio Wissen ein weiteres, ausschließlich digital verbreitetes Angebot hinzu. Die Programme sind werbefrei und werden mit 54 Cent aus dem Rundfunkbeitrag finanziert. Darin enthalten sind Kosten, die unter anderem auf die Orchester und Chöre entfallen, bei denen Deutschlandradio Hauptgesellschafter ist. Neben dem werbefreien Angebot zählen zu den Grundsätzen ein qualitativ hochwertiger Journalismus und ein hauptsächlich auf Information und Kultur gerichtetes Programm, das die föderative Vielfalt wiedergibt und überall in Deutschland empfangbar ist.

## Organe
ARD und ZDF sind zugleich Träger und Mitglieder der Körperschaft. Ein bei Körperschaften übliches Mitgliedsgremium wie eine Mitgliedsversammlung besteht nicht.

### Intendant
Die Leitung von Deutschlandradio obliegt dem Intendanten, der auf Vorschlag des Verwaltungsrats vom Hörfunkrat für eine Amtszeit von fünf Jahren gewählt wird. Hörfunk- und Verwaltungsrat wirken als Kontrollgremien.
Bisherige Intendanten:
- 1994: Dieter Stolte, Gründungsintendant
- 1994–2009: Ernst Elitz
- 2009–2017: Willi Steul
- seit 2017: Stefan Raue

### Verwaltungsrat
Die Mitglieder des zwölfköpfigen Verwaltungsrates werden für fünf Jahre ernannt – je drei Vertreter von ARD (Intendanten) und ZDF, drei Ländervertreter von den Ministerpräsidenten und einer von der Bundesregierung sowie zwei Sachverständige. Aufgaben sind unter anderem die Erstellung einer Satzung für die Körperschaft, die Befassung mit nach Deutschlandradio-Staatsvertrag zustimmungspflichtigen Rechtsgeschäften des Intendanten, die Überwachung der Tätigkeit des Intendanten, Regularien seines Dienstverhältnisses wie Abschluss des Dienstvertrages oder Entlassung aus diesem. Weiterhin beschließt der Rat über den vom Intendanten entworfenen Haushaltsplan und den Jahresabschluss und leitet beide zur Genehmigung dem Hörfunkrat zu. Eine Besonderheit ist, dass der Verwaltungsrat Kandidaten für das Intendantenamt vorschlagen kann.
Vorsitzende des Verwaltungsrates ist seit April 2024 die ZDF-Verwaltungsdirektorin Karin Brieden, Stellvertreter ist der WDR-Intendant Tom Buhrow. Nach den staatsvertraglichen Regelungen wechseln sich Vertreter von ARD und ZDF im Vorsitz ab.
Seit April 2024 besteht er außerdem aus dem NDR-Intendanten Joachim Knuth, der Intendantin von Radio Bremen, Yvette Gerner, den ZDF-Vertretern Norbert Himmler (Intendant), Peter Weber (Justiziar), den Ländervertretern Fabian Kirsch (Rheinland-Pfalz), Bernd Schulte (Nordrhein-Westfalen) und Florian Graf (Berlin) sowie Carsten Schneider als Vertreter des Bundes und den beiden Sachverständigen Volker Lilienthal und Thomas Wagenknecht.

### Hörfunkrat
Der Hörfunkrat besteht aus 45 Mitgliedern. Die Amtszeit beträgt fünf Jahre.
- 13 Vertreter der Länder (ausgenommen sind jene 3 Bundesländer, die bereits Mitglieder des Verwaltungsrates stellen)
- 2 Vertreter der Bundesregierung
- 14 Vertreter einzelner gesellschaftlicher Organisationen auf Bundesebene
- 16 Vertreter gesellschaftlicher Organisationen der Länder

Diese Zusammensetzung soll die gesellschaftliche Vielfalt zum Ausdruck bringen.
Der Hörfunkrat ist quasi das „Parlament“ der Körperschaft Deutschlandradio und Kontrollgremium auf der Programmseite. Er erstellt zum Programm Richtlinien, überprüft die Einhaltung der im Gründungsstaatsvertrag enthaltenen Bestimmungen und wählt den Intendanten. Wie der Verwaltungsrat hat dieses Gremium nicht nur kontrollierende Aufgaben, sondern auch eine beratende Tätigkeit. Nach der Kritik an einem überhöhten Einfluss des Staates in den Gremien und dem Urteil des Bundesverfassungsgerichts zur Zusammensetzung der Aufsichtsgremien öffentlich-rechtlicher Medien soll die Staatsferne der Gremien dadurch gesichert werden, dass der Anteil der staatlichen und staatsnahen Mitglieder höchstens ein Drittel beträgt.  
Vorsitzende des Hörfunkrates ist seit Januar 2024 Oberkirchenrätin Katrin Hatzinger (Leiterin der Brüsseler Vertretung der Evangelischen Kirche in Deutschland, EKD).

## Hörfunkprogramme
Deutschlandradio strahlt insgesamt drei Hörfunkprogramme und einen Sonderkanal aus:

 – Deutschlandfunk (Dlf) – Informationsprogramm

 – Deutschlandfunk Kultur (Dlf Kultur) – Kultur- und Vollprogramm

 – Deutschlandfunk Nova (Dlf Nova) – Jugendprogramm mit hohem Wortanteil

 – Dokumente und Debatten (DokDeb) – Sonderprogramm, insbesondere für Ereignisse
Deutschlandfunk ist das Informations- und Kulturprogramm. Der 1994 bei der Gründung des DLR festgelegte Name DeutschlandRadio Köln hat sich nicht durchgesetzt.
Deutschlandfunk Kultur (ehemals: DeutschlandRadio Berlin, später Deutschlandradio Kultur) ist das Kulturprogramm.
Beide Programme sind aus dem ehemaligen West-Berliner Sender RIAS, dem früheren Deutschlandfunk und dem Ost-Berliner Sender DS Kultur hervorgegangen.
Der Wirtschaftsplan für 2023 geht von Erträgen in Höhe von 276,5 Mio. Euro und Aufwendungen von 289,8 Mio. Euro aus. Davon wurden über 65 Millionen Euro für die Programme, rund 86 Millionen für Personalaufwendungen und rund 33 Millionen Euro für technische Leistungen verwendet. Weitere 94 Millionen waren für laufende Betriebskosten wie Energie, Instandhaltung der Funkhäuser, Außenstudios, EDV und sonstige Aufwendungen erforderlich.
Nach Ergebnissen der Media-Analyse audio 2023 II nutzen mehr als 3 Millionen Hörer täglich die drei Programme. Etwa 2,27 Millionen Hörerinnen und Hörer schalteten täglich den Deutschlandfunk ein. Deutschlandfunk Kultur hörten täglich 0,64 Millionen Menschen, Deutschlandfunk Nova 0,14 Millionen Menschen.
Am 7. März 2005 wurde DeutschlandRadio Berlin im Zuge einer Programmreform in Deutschlandradio Kultur umbenannt. Im Jahr 2008 wurde Deutschlandradio mit dem Deutschen Kritikerpreis ausgezeichnet.
Am 18. Januar 2010 startete als drittes Vollprogramm DRadio Wissen. Unter dem Motto „Hirn will Arbeit“ heißen seine Programmpunkte Agenda (tagesaktuelles Wissen), Natur (exakte Wissenschaften), Medien (Kommunikation, Journalismus und Wissensorganisation), Globus (weltweite Nahaufnahmen von dem, was die Menschen bewegt), Kultur (Philosophie, Geschichte, Sozialwissenschaften und Popkultur), Meine Zukunft (Karriere und Chancen in Schule, Lehre und Studium) und Spielraum (Hirngymnastik für die Ohren). Dabei fanden auch Übernahmen („Radiolinks“) von anderen ARD-Hörfunkstationen und internationalen Sendern (RFI, BBC, Radio SRF) statt. Der Webauftritt gewann 2011 den Grimme-Online-Award für das Konzept und die Redaktion.
Seit Februar 2014 sendet DRadio Wissen als Jugendradio, insbesondere für junge Erwachsene, mit einem neuen Programmschema und neuer Ausrichtung. Die Musikfarbe ist dabei heterogene, redaktionell ausgewählte Popmusik, der Wortanteil nach wie vor hoch, jedoch geringer als zuvor. So wurden neben einer Morningshow und einem neuen Tagesprogramm verschiedene Themensendungen für den Abend eingeführt. Vom alten Schema erhalten geblieben sind Redaktionskonferenz und Hörsaal. Seit März 2019 sendet das Programm ein moderiertes Abendprogramm unter dem Namen „Ab 21“ aus Berlin. Anders als Deutschlandfunk und Deutschlandfunk Kultur kann Deutschlandfunk Nova nicht über UKW, sondern ausschließlich über DAB+ empfangen werden.
Seit November 2010 veröffentlicht der Sender einen Teil seiner Nachrichten (Kategorie „Wissen-Nachrichten“) unter der Lizenz CC-NC-ND (nichtkommerziell und keine Änderungen) mit entsprechender Kennzeichnung.
Am 1. März 2017 hat das Deutschlandradio ein eigenes Nachrichtenportal unter dem Namen Dlf24 gestartet. Dieses wurde am 17. April 2019 in Deutschlandfunk – Die Nachrichten umbenannt.
Im August 2017 startete die Anstalt eine App mit dem Namen Dlf Audiothek für iOS- und Android-Betriebssysteme. Darüber können die drei Programme im Livestream gehört werden, außerdem bietet die Anwendung eine Audio-Mediathek sowie eine Suchfunktion für ältere Beiträge. In einer weiteren App mit dem Namen „Dlf – Die Nachrichten“ wird über aktuelle Geschehnisse in Deutschland und der Welt berichtet. Das Nachrichtenangebot ist darüber hinaus auch in einfacher Sprache verfügbar.
Deutschlandradio produziert mit seinen Programmen zahlreiche Podcasts wie „Der Tag“, „Eine Stunde History“ oder „Lakonisch Elegant“. Die Podcasts können auf den Webseiten der Programme und über Podcatcher gehört werden.
Das Magazin war eine bis Ende 2024 monatlich erschienene Programmzeitschrift, die kostenlos als Digital- oder Printausgabe abonniert werden konnte.

## Ehemalige Programme
- D-Plus war ein Dokumentationskanal von Deutschlandfunk und Deutschlandradio Kultur, der von Dezember 2006 bis Juli 2007 bestand.

## Klangkörper des Deutschlandradios
Das Deutschlandradio hat keine eigenen Klangkörper (Rundfunkorchester/-Chor), ist aber Hauptgesellschafter der seit dem 1. Januar 1994 bestehenden Rundfunk-Orchester und -Chöre gGmbH. Diese ist Träger der folgenden Klangkörper:
- Rundfunk-Sinfonieorchester Berlin (RSB)
- Deutsches Symphonie-Orchester Berlin (DSO)
- Rundfunkchor Berlin
- RIAS Kammerchor

## Sendeanlagen
Bundesweit sind alle drei Programme digital über das Astra-Satellitensystem der SES S.A. und über DAB+ sowie per Livestream online hörbar. Deutschlandfunk Nova wird gemäß Staatsvertrag ausschließlich digital verbreitet, um die „dringend benötigte Akzeptanz digitaler Verbreitungswege für das Radio“ zu fördern. Sendungen im Standard DRM werden, ebenso wie Ausstrahlungen auf Kurzwelle, nicht mehr durchgeführt.
Analog wurden die Programme Deutschlandfunk Kultur und Deutschlandfunk regional über UKW verbreitet. Die Mittelwellensender wurden am 31. Dezember 2015 abgeschaltet. Die bundesweite analoge Ausstrahlung der Programme, die über Langwelle erfolgte, wurde ersatzlos zum 1. Januar 2015 abgeschaltet. Nach Mitteilung des Hauptabteilungsleiters Technik und Infrastruktur folge Deutschlandradio mit der nach seiner Meinung kostenintensiven und ineffizienten Langwellenverbreitung den Vorgaben der Kommission zur Ermittlung des Finanzbedarfs der Rundfunkanstalten (KEF). Die KEF hätte auf Abschaltung gedrängt und begründete dies mit KEF-eigenen Berichten, nach denen eine abnehmende Nutzung dieser Technik stattfinde und gleichzeitig die Digitalisierung des Hörfunks fortschreite. Die Einsparungen investiere Deutschlandradio nun in den weiteren Ausbau des DAB+-Sendernetzes.
Die UKW-Sendeanlagen zur Verbreitung der Programme des Deutschlandradios werden seit dem 1. Juli 2018 zu zwei Dritteln vom Düsseldorfer Sendernetzbetreiber Uplink Network GmbH betrieben. Die restlichen Anlagen des Deutschlandradios betreiben andere öffentlich-rechtliche Anstalten wie HR, BR, NDR, RB, SWR und WDR. Das DAB+ Sendernetz (Kanal 5C) wird von Media Broadcast betrieben. Der einzige Sender im Eigentum des Deutschlandradios zur Verbreitung des Programms von Deutschlandradio Kultur auf UKW (in Berlin-Britz) wurde 2013 abgeschaltet. Dieser Sendestandort wurde 2016 komplett aufgegeben.

## Seewetterbericht
Über den Mittelwellensender Neumünster (1269 kHz) des Deutschlandfunks wurden täglich um 1:05, 6:40 und 11:05 Uhr Seewetterberichte gesendet. Seit der Abschaltung der Mittelwelle wurde der Seewetterbericht täglich um 1:05, 6:40 und 18:10 Uhr im digitalen Sonderkanal „Dokumente und Debatten“ über DAB+, über DVB-S in ZDFvision sowie im Livestream über das Internet ausgestrahlt. Zum 1. März 2023 wurde der Seewetterbericht eingestellt.
Auch auf der Internetseite des Deutschlandradio fanden sich der Seewetterbericht (Schrift und Audio on Demand). Für Android und iPhone standen kostenlose Apps zur Verfügung, die u. a. den Seewetterbericht enthielten. Außerdem gab es eine Telefonansage.